# Буйвіл ІІ
Буйвіл II (пол. Bawół II) – шляхетський герб, що був наданий в Королівстві Польському, різновид герба Буйвіл.

## Опис герба
У почетвертованому в хрест щиті: у І і IV срібних полях чорний буйвол, у II і III червоних полях срібний латинський хрест. В клейноді, над шоломом в короні, половина чорного буйвола. Під щитом латинський девіз: Deum cole, regem serva (Бога шануй, панству служи чи Богу вклоняйтесь, служіть королю). Намет червоний, підбитий сріблом.

## Історія герба
Герб наданий 14 січня 1839 року Яну і Теодору Воловським.

## Роди
Воловські (Wołowski).